# (15381) Spadolini
(15381) Spadolini est un astéroïde de la ceinture principale.

## Description
(15381) Spadolini est un astéroïde de la ceinture principale. Il fut découvert le 1er septembre 1997 à Pianoro par Vittorio Goretti. Il présente une orbite caractérisée par un demi-grand axe de 2,28 UA, une excentricité de 0,13 et une inclinaison de 4,6° par rapport à l'écliptique.

## Compléments